# Barobo
Barobo is een gemeente in de Filipijnse provincie Surigao del Sur op het eiland Mindanao. Bij de laatste census in 2007 had de gemeente bijna 41 duizend inwoners.

## Geografie

### Bestuurlijke indeling
Barobo is onderverdeeld in de volgende 21 barangays:
| - Amaga - Bahi - Cabacungan - Cambagang - Causwagan - Dapdap - Dughan - Gamut - Javier - Kinayan - Mamis | - Poblacion - Rizal - San Jose - San Roque - San Vicente - Sua - Sudlon - Tambis - Unidad - Wakat |

## Demografie
Barobo had bij de census van 2007 een inwoneraantal van 40.933 mensen. Dit zijn 6.375 mensen (18,4%) meer dan bij de vorige census van 2000. De gemiddelde jaarlijkse groei komt daarmee uit op 2,36%, hetgeen hoger is dan het landelijk jaarlijks gemiddelde over deze periode (2,04%). Vergeleken met de census van 1995 is het aantal mensen met 8.707 (27,0%) toegenomen.

De bevolkingsdichtheid van Barobo was ten tijde van de laatste census, met 40.933 inwoners op 242,5 km², 132,9 mensen per km².